# Frederik Lauenborg
Frederik Lauenborg, né le 18 mai 1997 au Danemark, est un footballeur danois qui évolue actuellement au poste de milieu central au Randers FC.

## Biographie

### Randers FC
Formé au Randers FC, Frederik Lauenborg joue son premier match en professionnel le 24 septembre 2015 face au FC Sønderborg (en) en coupe du Danemark. Il est titularisé lors de cette rencontre remportée largement par son équipe sur le score de six buts à zéro. Le 28 juillet 2016 il signe son premier contrat professionnel avec son club formateur. En décembre 2016 il est nommé talent de l'année au Randers FC. Il joue son premier match de Superligaen le 26 août 2017, en entrant en jeu face au FC Helsingør, contre qui son équipe s'incline par deux buts à zéro.
Il prolonge avec Randers le 13 juin 2018, le liant avec le club jusqu'en 2021.
Avec le Randers FC, Lauenborg joue la finale de la coupe du Danemark le 13 mai 2021 face à SønderjyskE. Il est titulaire et son équipe s'impose par quatre buts à zéro,,.
Il joue son premier match de coupe d'Europe le 19 août 2021, lors d'une rencontre qualificative pour la Ligue Europa 2021-2022 contre le Galatasaray SK. Il est titularisé et marque le but égalisateur de son équipe (1-1 score final).
Le 10 novembre 2021, Lauenborg prolonge à nouveau son contrat avec Randers, il est alors lié avec le club jusqu'en juin 2025.
Le 7 juillet 2022, Lauenborg prolonge une nouvelle fois son contrat avec le Randers FC, seulement huit mois après sa dernière prolongation. Il est alors lié au club jusqu'en juin 2026.

### En sélection nationale
Frederik Lauenborg compte deux sélections avec l'équipe du Danemark des moins de 17 ans. La première contre le Portugal le 19 décembre 2013 (défaite 3-0 des Danois) et la seconde le 15 avril 2014 face à la Suisse (victoire 2-1 du Danemark).

## Palmarès

### En club
Randers FC
- Coupe du Danemark (1) :
  - Vainqueur : 2020-21.